# جانور سکسی
هیولای جذاب یا جانور سکسی (به انگلیسی: Sexy Beast) فیلمی است به کارگردانی جاناتان گلیزر محصول مشترک بریتانیا و اسپانیا در سال ۲۰۰۰ است.

## داستان فیلم
داستان این فیلم در مورد یک گنگستر خشن به نام «دان لوگان» از یک سارق بازنشسته که تخصصش در بازکردن گاوصندوق است، کمک می‌گیرد تا آخرین و بزرگترین سرقت عمرش را انجام دهد. اما این کار برای هردوی آن‌ها گران تمام می‌شود.

## نظرات
بن کینگزلی برای این فیلم نامزد بهترین بازیگر نقش مکمل اسکار و گلدن گلاب شد.
در نظر سنجی که مجله ایندی وایر در سال ۲۰۱۶ انجام داد، بازی بن کینگزلی در این فیلم به عنوان برترین نقش آفرینی هزاره جدید انتخاب شد و بالاتر از دنیل دی لوییس برای خون به پا خواهد شد قرار گرفت.